# Hernán Massini Ezcurra Lamas
Hernán Massini Ezcurra Lamas (* 12. Januar 1941) ist ein argentinischer Diplomat im Ruhestand.

## Werdegang
Hernán Massini Ezcurra ist der Sohn von Beatriz Juana Lamas (* 1908; † 3. Februar 1965) und Cosme Massini Ezcurra. Am 2. Juni 1972 heiratete er María Cristina Pedezert.
1964 schloss er ein Studium der Rechtswissenschaft an der Universidad de Buenos Aires ab und übte den Beruf des Rechtsanwaltes aus. 1965 trat er in den auswärtigen Dienst.
Von 1993 bis 1997 war er Botschafter in Bogotá.
2005 wich die Regierung Néstor Kirchner einem Agrément zu seiner Entsendung als Botschafter nach Moskau aus.
Von 2007 bis 2011 war er Botschafter in Stockholm.
Im Außenministerium war er Leiter der Abteilung Öffentlichkeitsarbeit, Leiter der Abteilung internationale Organisationen in Mittel- und Osteuropa, zuständig für das Seerecht und in der Rechtsberatung, bei diplomatischen Vertretungen in Brasilien, den Vereinigten Staaten und Peru sowie bei zahlreichen argentinischen Delegationen UNO- und OAS-Treffen. Er ist Koordinator der Arbeitsgruppe für zeitgenössische Studien des eurasischen Raums des Consejo Argentino para las Relaciones Internacionales (Privates Forschungsinstitut).